# Mimosa diffusa
Mimosa diffusa är en ärtväxtart som beskrevs av George Bentham. Mimosa diffusa ingår i släktet mimosor, och familjen ärtväxter. Inga underarter finns listade i Catalogue of Life.